# Broche à glace
Pour les articles homonymes, voir broche.
Une broche à glace est un accessoire permettant de réaliser un système de point d'ancrage en alpinisme (escalade glaciaire ou mixte).

## Histoire
C'est Willo Welzenbach qui réalise et expérimente les premières broches à glace. Il connaissait déjà les pitons à rocher qu'Hans Dülfer et Hans Fiechtl avaient utilisés les premiers et songe à employer sur la glace un procédé similaire. Il fait usage des broches à glace pour la première fois le 15 juillet 1924, lors de la première ascension de la face nord du Grosses Wiesbachhorn avec Fritz Rigele. Franz et Toni Schmid utilisent aussi des broches lors de la première ascension de la face nord du Cervin en 1931, de même que Mathias Rebitsch en 1937 puis Anderl Heckmair en 1938 sur la face nord de l'Eiger. L'emploi des broches à glace n'est universellement admis qu'après la Seconde Guerre mondiale.
Les premiers modèles de broches à glace sont en fait de longs pitons crantés. Viennent ensuite successivement les broches tubulaires percées de trous dans lesquels la glace regèle, mais qui sont difficiles à retirer, les broches « tire-bouchons » et enfin les broches à vis actuelles.

## Description
La broche à glace tubulaire actuelle est généralement constituée d'un tube fileté que l'on visse à la main dans la glace. Une broche à glace tubulaire bien fixée peut soutenir un poids de 1 000 à 2 500 kg, contrairement à une broche « tire-bouchon » qui ne peut pas soutenir un poids supérieur à 200 kg et qui n'est plus commercialisée. 

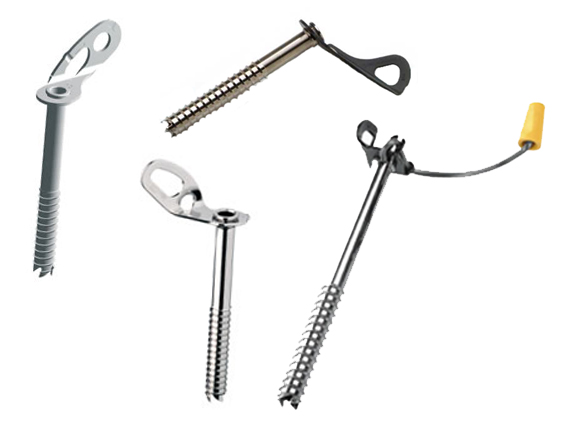
Différents types de broche à glace.
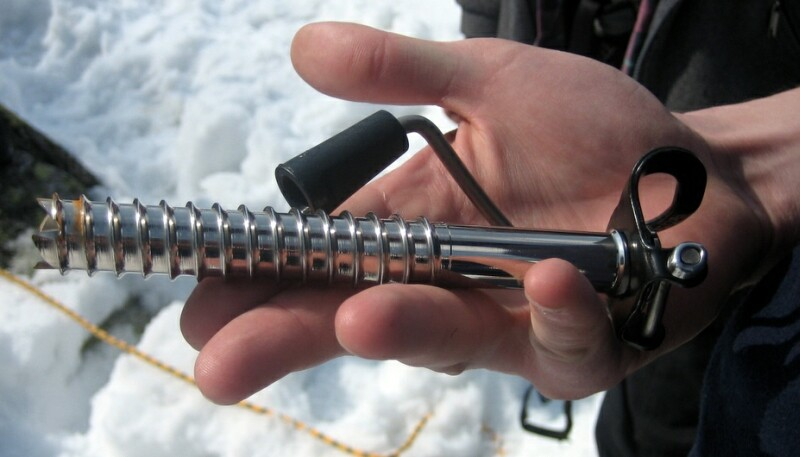
Une broche à glace tubulaire.
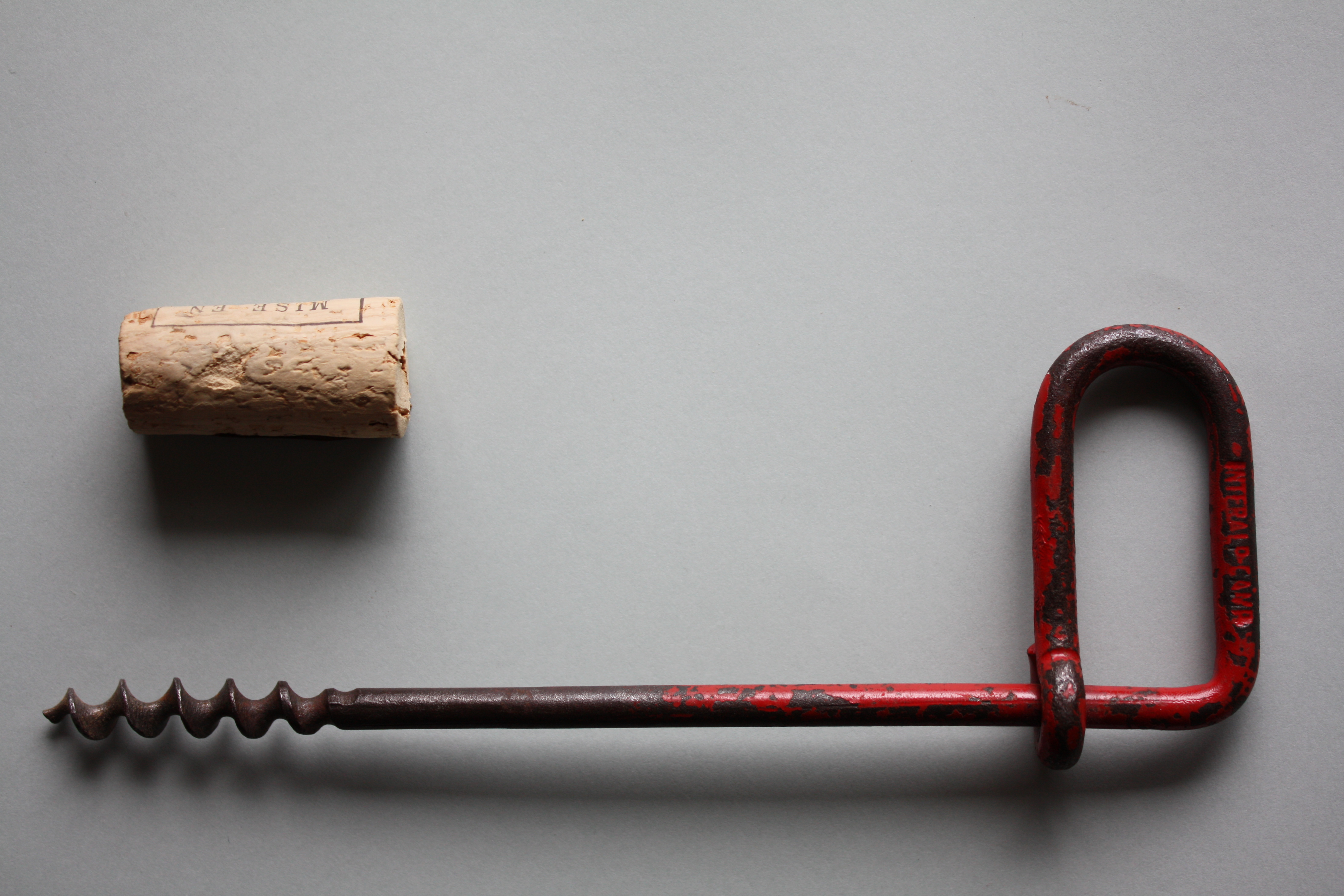
Un ancien type de broche, la broche « tire-bouchon ».